# Новокрачине
Новокрачине (словен. Novokračine) — поселення в общині Ілірська Бистриця, Регіон Нотрансько-крашка, Словенія. Висота над рівнем моря: 489,7 м.